# Constitution de la Guinée équatoriale
Lire en ligne

Consulter

La Constitution de la Guinée équatoriale est la loi fondamentale de Guinée équatoriale. Elle fut soumise, sans la participation d'observateurs internationaux, à un référendum populaire le 16 novembre 1991 et obtint 96,36 % des votes en sa faveur. Elle remplace la précédente Constitution de 1982,.

## Précédentes Constitutions
Les précédentes Constitutions de la Guinée équatoriale sont :
- la Constitution équatoguinéenne de 1968,
- la Constitution équatoguinéenne de 1973,
- et la Constitution équatoguinéenne de 1982.

## Sources
- (es) Cet article est partiellement ou en totalité issu de l’article de Wikipédia en espagnol intitulé « Ley Fundamental de Guinea Ecuatorial de 1991 » (voir la liste des auteurs).

## Compléments